# لي تشوهاو
لي تشوهاو (بالصينية: 李朱濠) (مواليد 19 أغسطس 1999) هو سبّاح صيني، مثّل بلاده في الألعاب الأولمبية الصيفية 2016.

## روابط خارجية
لي تشوهاو على موقع الاتحاد الدولي للسباحة (الإنجليزية)
- لي تشوهاو على موقع SwimRankings.net (الإنجليزية)
- لي تشوهاو على موقع أوليمبيديا (الإنجليزية)